# Carlo Mauri
Carlo Mauri, italijanski alpinist in raziskovalec, * 1930, Lecco, † 1982, Lecco.
Mauri je kot alpinist opravil več prvenstvenih vzponov v Alpah, med katerimi je prvi zimski vzpon po smeri via Comici na Cima Grande di Lavaredo ter prvi solo vzpon po smeri Poire na Mont Blanc.
Leta 1956 je Mauri osvojil vrh Monte Sarmiento v Tierri del Fuego, leta 1958 pa je kot član odprave Ricarda Cassina v Karakorum, skupaj z Walterjem Bonattijem kot prvi človek stopil na 7.925 metov visoki Gasherbrum IV .
Leta 1969  in 1970 je bil član odprav Thora Heyerdahla, Ra I in Ra II, na katerih so s čolni iz trstike prepluli Atlantski ocean. 
Po ekspedicijah Ra je bil Mauri še član več drugih odprav. Tako je bil član odprave, ki je šla po poti Marca Pola, član ekspedicije, ki je raziskovala Patagonijo ter član raziskovalne odprave v porečju Amazonke. Na teh odpravah je posnel več dokumentarnih filmov. Leta 1977 se je spet pridružil Thoru Heyerdahlu na Ekspediciji Tigris.